# V356 Андромеды
V356 Андромеды (лат. V356 Andromedae), HD 4181 — двойная звезда в созвездии Андромеды на расстоянии приблизительно 3277 световых лет (около 1005 парсеков) от Солнца. Видимая звёздная величина звезды — от +9,17m до +9,04m.

## Характеристики
Первый компонент — красный гигант, пульсирующая медленная неправильная переменная звезда (LB:) спектрального класса M1, или M4, или Ma. Масса — около 1,349 солнечной, радиус — около 126,085 солнечных, светимость — около 937,32 солнечных. Эффективная температура — около 3758 K.
Второй компонент — красный карлик спектрального класса M. Масса — около 82,92 юпитерианских (0,0792 солнечных). Удалён на 1,653 а.е..